# Staudenhäuser (Selbitz)
Staudenhäuser ist ein Gemeindeteil der Stadt Selbitz im Landkreis Hof (Oberfranken, Bayern). Staudenhäuser liegt in der Gemarkung Dörnthal.

## Geografie
Die ehemalige Einöde besteht mittlerweile (Stand: 2025) aus acht Wohngebäuden, die zur Ortsstraße „Stauden“ zählen. Diese führt unmittelbar südlich zur Kreisstraße HO 33 bei Sellanger. Bei Staudenhäuser entspringt der Benreuthbach, ein rechter Zufluss des Rothenbachs.

## Geschichte
In der Bayerischen Uraufnahme sind an der Stelle des heutigen Stuadenhäuser Anwesen verzeichnet, jedoch ohne Ortsnamen. Infolge des Ersten Gemeindeedikts wurde Staudenhäuser dem 1812 gebildeten Steuerdistrikt Selbitz und der zugleich entstandenen Ruralgemeinde Dörnthal zugewiesen. Im Zuge der Gebietsreform in Bayern wurde Staudenhäuser am 1. April 1971 nach Selbitz eingemeindet.

### Einwohnerentwicklung
| Jahr      | 001871 | 001885 | 001900 | 001925 | 001950 | 001961 | 001970 | 001987 |
| Einwohner | 16     | 18     | 13     | 8      | *      | *      | *      | *      |
| Häuser    |        | 3      | 2      | 2      | *      | *      |        | *      |
| Quelle    | [ 7 ]  | [ 8 ]  | [ 9 ]  | [ 10 ] | [ 11 ] | [ 12 ] | [ 13 ] | [ 14 ] |

## Religion
Staudenhäuser ist evangelisch-lutherisch geprägt und bis heute nach Selbitz gepfarrt.